# Leichtathletik-Halleneuropameisterschaften 2021/Teilnehmer (Schweden)
| Gelbes Symbol für Goldmedaillen mit stilisierten Olympischen Ringen | Graues Symbol für Silbermedaillen mit stilisierten Olympischen Ringen | Braundes Symbol für Bronzemedaillen mit stilisierten Olympischen Ringen |
| ------------------------------------------------------------------- | --------------------------------------------------------------------- | ----------------------------------------------------------------------- |
| 1                                                                   | 2                                                                     | 1                                                                       |

Aus Schweden starteten 13 Athletinnen und 16 Athleten bei den Leichtathletik-Halleneuropameisterschaften 2021 in Toruń, die vier Medaillen (1 × Gold, 2 × Silber und 1 × Bronze) errangen sowie einen Meisterschaftsrekord und zwei Landesrekorde aufstellten.
Andreas Almgren, der am 30. Januar 2021 mit 7:41,6 Minuten einen schwedischen Hallenrekord über 3000 Meter aufgestellt hatte, stand verletzungsbedingt nicht zur Verfügung. Auch Langstreckler Suldan Hassan hatte sich verletzt, Mittelstrecken- und Hindernisläufer Simon Sundström sowie der Mittel- und Langstreckenläufer Jonas Leanderson verpassten es sich zu qualifizieren und Emil Danielsson, ebenfalls Mittel- und Langstreckenläufer, wollte wegen seiner schlechten Form nicht teilnehmen. Am 26. Februar 2021 gab der schwedische Leichtathletikverband Svenska Friidrottsförbundet (SFIF) die Namen der 29 Nominierten bekannt.
Meraf Bahta und Linn Nilsson waren in der Meldeliste sowohl für den 1500-Meter- als auch für den 3000-Meter-Lauf gelistet, beide traten aber nur über die 3000 Meter an.

## Ergebnisse

### Frauen

#### Laufdisziplinen
| Athletin           | Disziplin   | Vorlauf        | Vorlauf | Halbfinale         | Halbfinale         | Finale             | Finale             |
| Athletin           | Disziplin   | Zeit           | Platz   | Zeit               | Platz              | Zeit               | Platz              |
| ------------------ | ----------- | -------------- | ------- | ------------------ | ------------------ | ------------------ | ------------------ |
| Claudia Payton     | 60 m        | 7,28 s PB      | 7       | 7,26 s PB          | 7                  | 7,32 s             | 8                  |
| Gaël De Coninck    | 800 m       | 2:08,05 min    | 32      | nicht qualifiziert | nicht qualifiziert | nicht qualifiziert | nicht qualifiziert |
| Lovisa Lindh       | 800 m       | 2:05,78 min    | 20      | 2:04,12 min        | 11                 | nicht qualifiziert | nicht qualifiziert |
| Meraf Bahta        | 3000 m      | 8:56,85 min    | 7       | –––                | –––                | 8:48,78 min SB     | 4                  |
| Samrawit Mengsteab | 3000 m      | 9:15,10 min    | 21      | –––                | –––                | nicht qualifiziert | nicht qualifiziert |
| Linn Nilsson       | 3000 m      | 9:06,55 min SB | 17      | –––                | –––                | nicht qualifiziert | nicht qualifiziert |
| Julia Wennersten   | 60 m Hürden | 8,27 s         | 32      | nicht qualifiziert | nicht qualifiziert | nicht qualifiziert | nicht qualifiziert |

#### Sprung/Wurf
| Athletin        | Disziplin      | Qualifikation | Qualifikation | Finale             | Finale             |
| Athletin        | Disziplin      | Höhe/Weite    | Platz         | Höhe/Weite         | Platz              |
| --------------- | -------------- | ------------- | ------------- | ------------------ | ------------------ |
| Maja Nilsson    | Hochsprung     | 1,87 m        | 9             | nicht qualifiziert | nicht qualifiziert |
| Michaela Meijer | Stabhochsprung | –––           | –––           | 4,35 m             | 9                  |
| Khaddi Sagnia   | Weitsprung     | 6,78 m        | 1             | 6,75 m             | Bronze             |
| Frida Åkerström | Kugelstoßen    | 16,86 m       | 15            | nicht qualifiziert | nicht qualifiziert |
| Sara Lennman    | Kugelstoßen    | 16,08 m       | 17            | nicht qualifiziert | nicht qualifiziert |
| Fanny Roos      | Kugelstoßen    | 18,45 m       | 6             | 19,29 m            | Silber             |

### Männer

#### Laufdisziplinen
| Athlet              | Disziplin   | Vorlauf     | Vorlauf | Halbfinale         | Halbfinale         | Finale             | Finale             |
| Athlet              | Disziplin   | Zeit        | Platz   | Zeit               | Platz              | Zeit               | Platz              |
| ------------------- | ----------- | ----------- | ------- | ------------------ | ------------------ | ------------------ | ------------------ |
| Odain Rose          | 60 m        | 6,81 s      | 50      | nicht qualifiziert | nicht qualifiziert | nicht qualifiziert | nicht qualifiziert |
| Carl Bengtström     | 400 m       | 46,56 s     | 2       | 46,67 s            | 5                  | 46,42 s            | 4                  |
| Joakim Andersson    | 800 m       | 1:49,48 min | 11      | nicht qualifiziert | nicht qualifiziert | nicht qualifiziert | nicht qualifiziert |
| Felix Francois      | 800 m       | 1:51,04 min | 33      | nicht qualifiziert | nicht qualifiziert | nicht qualifiziert | nicht qualifiziert |
| Andreas Kramer      | 800 m       | 1:47,55 min | 1       | 1:46,87 min        | 3                  | nicht qualifiziert | nicht qualifiziert |
| Leo Magnusson       | 1500 m      | 3:44,37 min | 35      | –––                | –––                | nicht qualifiziert | nicht qualifiziert |
| Samuel Pihlström    | 1500 m      | 3:47,66 min | 44      | –––                | –––                | nicht qualifiziert | nicht qualifiziert |
| Johan Rogestedt     | 1500 m      | 3:47,58 min | 43      | –––                | –––                | nicht qualifiziert | nicht qualifiziert |
| Jonatan Fridolfsson | 3000 m      | 8:03,87 min | 26      | –––                | –––                | nicht qualifiziert | nicht qualifiziert |
| John Foitzik        | 3000 m      | 8:08,63 min | 29      | –––                | –––                | nicht qualifiziert | nicht qualifiziert |
| Vidar Johansson     | 3000 m      | 8:20,21 min | 30      | –––                | –––                | nicht qualifiziert | nicht qualifiziert |
| Max Hrelja          | 60 m Hürden | 7,81 s      | 16      | 7,83 s             | 18                 | nicht qualifiziert | nicht qualifiziert |

#### Sprung/Wurf
| Athlet           | Disziplin      | Qualifikation | Qualifikation | Finale     | Finale |
| Athlet           | Disziplin      | Höhe/Weite    | Platz         | Höhe/Weite | Platz  |
| ---------------- | -------------- | ------------- | ------------- | ---------- | ------ |
| Armand Duplantis | Stabhochsprung | 5,60 m        | 4             | 6,05 m CR  | Gold   |
| Thobias Montler  | Weitsprung     | 8,18 m SB     | 7             | 8,31 m     | Silber |
| Jesper Hellström | Dreisprung     | 16,28 m       | 8             | 16,45 m SB | 6      |
| Wictor Petersson | Kugelstoßen    | 20,60 m       | 4             | 20,75 m    | 5      |